# Casa-fàbrica Domènec Solà
La casa-fàbrica Domènec Solà és un edifici situat al carrer de Sant Erasme del Raval de Barcelona, catalogat com a bé amb elements d'interès (categoria C) arran de la MPEP del Patrimoni Arquitectònic Històrico-Artístic al districte de Ciutat Vella, per a incorporar el Patrimoni Industrial del Raval (Fàbriques i Cases Fàbrica).

## Història
El 1853, Domènec Solà i Prat tenia un taller de construcció de maquinària al carrer del Carme, 76 especialitzat en premses i anomenat El Escudo de Hierro, i la seva residència i el despatx eren a la Rambla de Sant Josep, 12 (actualment Rambla, 96). El 1857, va adquirir en emfiteusi a Erasme de Janer i de Gònima una parcel·la de l'hort de Ca l'Erasme, on va fer construir una casa-fàbrica segons el projecte del mestre d'obres Antoni Valls i Galí: «Depósito de prensas de diferentes clases, tornos, cilindros, cortadores y otros diferentes efectos de maquinaria. Domingo Solá y Prat, dueño de este depósito, participa á sus favorecedores y á al público en general, que el taller que tenia en la calle del Cármen, n. 76, lo ha trasladado á la de San Erasmo, y su habitacion y despacho en la Rambla de S. José, n. 12, junto al espresado depósito.» També va posar en lloguer la «quadra»: «En la calle de San Erasmo, esquina a la de San Vicente, hay una cuadra de 75 palmos largo y 45 ancho con luces a dos caras: se alquilará con habitacion ó sin ella [...]»
El 1862, Solà va demanar permís per a instal·lar-hi una màquina de vapor de 6 CV, i el 1869 va legalitzar les instal·lacions, segons els plànols de l'enginyer Francesc Solà i Comas, probablement parent seu. El 1870, l'edifici i la maquinària van ser posats en subhasta, i el 1872, va traspassar el negoci a Agustí Viñolas, especialitzat en premses per a teixits. Posteriorment, hi hagué la fàbrica de gasoses dels germans Bo, que el 1892 van demanar permís per a instal·lar-hi un motor a gas sistema Escuder, segons els plànols de l'enginyer de Lluís Muntadas, i sis anys més tard es van traslladar al carrer de Rosselló.
El 1898, Joan Salvat va demanar permís per a construir uns safaretjos a la crugia oriental, segons el projecte de l'arquitecte Modest Fossas i Pi. El 1902, Josep Vilalta va demanar permís per a construir un cobert a la part posterior, segons el projecte del mestre d'obres Ramon Ribera. Hi tenia una fàbrica de capses de cartró, continuada després de la Guerra Civil espanyola per la seva vídua. El 1964 es va produir un incendi en un taller de tapisseria, sense desgràcies personals. En aquesta època es va ampliar el magatzem del núm. 3, segons el projecte de l'arquitecte Pere Ricart i Biot.

## Descripció
Es tracta d'un edifici de planta baixa, quatre pisos i golfes, amb nou obertures per planta i la façana dividida en tres cossos. La planta baixa té obertures d'arc escarser, amb accessos independents per a l'escala de veïns i el pati interior, al voltant del qual es disposen les antigues «quadres». A la resta de plantes alternen balcons i finestres als costats i balcons amb al centre, amb balconeres al dos primers pisos; al primer destaca la barana de ferro forjat amb un gran motiu circular en forma de sol on se situen les inicials D i A i la data 1865.

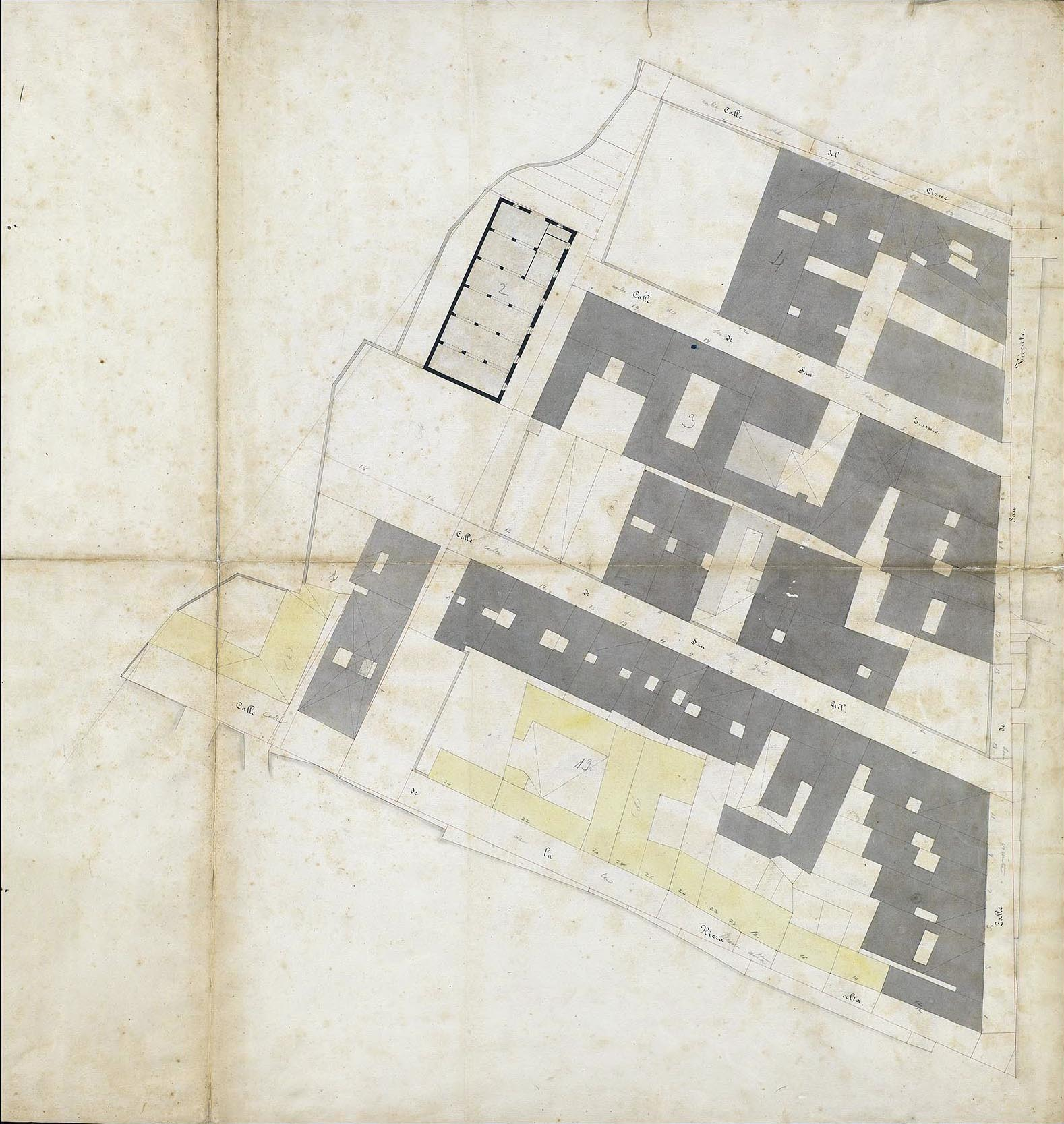
Quarteró núm. 74 de Garriga i Roca (c. 1860)